# Tamás Kovács
Tamás Kovács (ur. 20 marca 1943 w Budapeszcie) – węgierski szablista, dwukrotny medalista olimpijski i wielokrotny medalista mistrzostw świata.
Na igrzyskach olimpijskich w Meksyku w 1968 roku wspólnie z Tiborem Pézsą, Miklósem Meszéną, Jánosem Kalmárem i Péterem Bakonyim zdobył drużynowo brązowy medal. W zawodach indywidualnych był dziewiąty. Na rozgrywanych cztery lata później igrzyskach olimpijskich w Monachium reprezentacja Węgier w składzie: Pál Gerevich, Tamás Kovács, Péter Marót, Tibor Pézsa i Péter Bakonyi ponownie zajęła trzecie miejsce. Indywidualnie był tym razem szósty. Brał także udział w igrzyskach olimpijskich w Montrealu w 1976 roku, gdzie zajął 17. miejsce indywidualnie oraz 4. drużynowo. 
Podczas mistrzostw świata w Moskwie w 1966 roku razem z Péterem Bakonyim, Tiborem Pézsą, Zoltánem Horváthem i Miklósem Meszéną zwyciężył w zawodach drużynowych. W tej samej konkurencji zdobywał następnie złoty medal na mistrzostwach świata w Göteborgu (1973), srebrne na mistrzostwach świata w Montrealu (1967), mistrzostwach świata w Ankarze (1970), mistrzostwach świata w Wiedniu (1971) i mistrzostwach świata w Budapeszcie (1975) oraz brązowe na mistrzostwach świata w Hawanie (1969), mistrzostwach świata w Grenoble (1974) i mistrzostwach świata w Buenos Aires (1977).
W 1988 roku został odznaczony Orderem Zasługi, który jednak zwrócił w 2017 roku. Po zakończeniu kariery pracował jako trener. W 2018 roku kandydował w wyborach parlamentarnych z ramienia partii Jobbik.
Jego ojciec, Pál, oraz brat Attila, również byli szablistami.